# Tyler Angle
Tyler Angle (Niagara Falls, Ontario, 30 de septiembre de 2000) es un jugador profesional canadiense de hockey sobre hielo que se desempeña en la posición de centro en Columbus Blue Jackets, equipo de la National Hockey League (NHL).

## Carrera
Fue seleccionado en la séptima ronda en la NHL Entry Draft de 2019. En 2022 hizo su debut profesional con el equipo Columbus Blue Jackets, donde lleva jugando una temporada.